# El Portelo (Sierra de Ancares)
El Portelo (en gallego: O Portelo) es una aldea localizada en el extremo meridional de la sierra de Ancares, en el noroeste de España. Tiene la particularidad de que el límite administrativo entre los municipios de Cervantes (provincia de Lugo, Galicia) y Balboa (Provincia de León, Castilla y León), pasa en medio del pueblo, por lo que el pueblo pertenece a dos municipios, dos provincias y dos comunidades autónomas distintas. Por el lado gallego depende de la parroquia de Vilarello. Pertenece también a dos comarcas: Los Ancares Lucenses y El Bierzo.
Situado a 1068 metros de altitud, coincide con el puerto del Portelo. Está situado en el cruce entre las carreteras  LU-723  y  LE-723 . El río Balboa nace a proximidad.
No hay habitantes censados en El Portelo desde hace más de 20 años, pero no está abandonado ya que las cuatro casas que lo componen están cuidadas y ocupadas durante los fines de semana y los períodos vacacionales.

## Toponimia
El topónimo Portelo es un diminutivo gallego de Porto ('puerto' en español), que equivale a 'portillo' para designar un paso entre montañas. Es un topónimo muy frecuente, al igual que su femenino 'Portela', pero en masculino suele referirse a algo más pequeño.

## Historia
Entre 1915 y 1925, funcionó un teleférico para transporte de la madera explotada en los montes de Cervantes (Lugo), entre el lugar de Os Cabuniños, en Cervantes, y El Portelo, en el cordal de la sierra donde se inicia la bajada hacia El Bierzo. En El Portelo se almacenaba la madera y se cargaba en camiones que bajaban hasta la vía de ferrocarril en Villafranca del Bierzo. Para ello la empresa maderera construyó una carretera desde El Portelo hasta Ambasmestas.
Según testimonio de un habitante del lugar, al construirse la carretera del Portelo entre 1915 y 1920 se abrieron las comunicaciones entre el Bierzo y la zona lucense de Cervantes, facilitando los movimientos de personas por las ferias de ganado de la zona. Esto propició la construcción de hasta cuatro casas en este recóndito lugar de montaña.